# Golden Cap

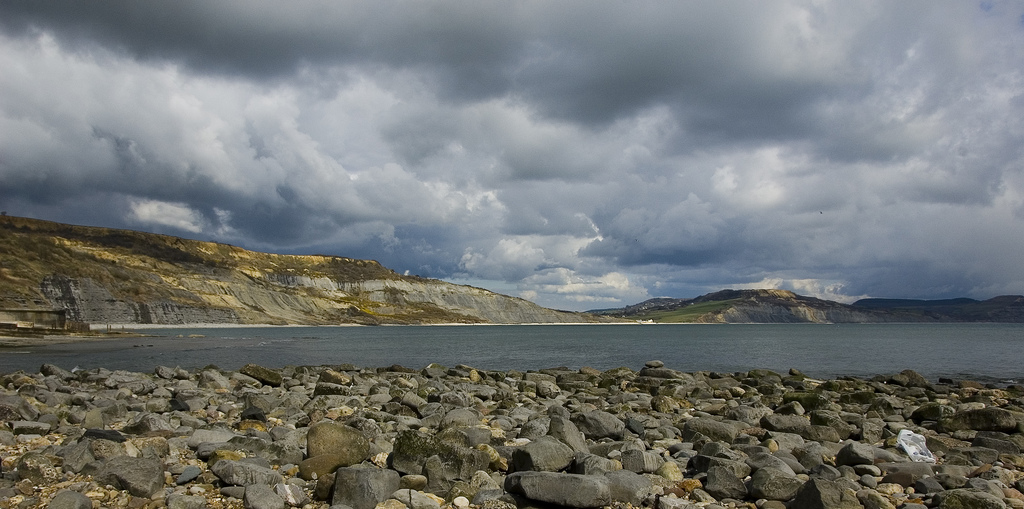
Golden Cap

Golden Cap – wzgórze pochodzenia klifowego położone między Bridport i Charmouth w hrabstwie Dorset w Anglii, położony na Wybrzeżu Jurajskim o wysokości 191 metrów. Jest to najwyższy punkt południowego wybrzeża brytyjskiego.
Golden Cap jest widoczny z obu stron wybrzeża na odległość do 20 kilometrów. Na szczyt prowadzi kilka ścieżek turystycznych, m.in. z Seatown. Miejsce popularne wśród turystów ze względu na możliwość znalezienia trylobitów i amonitów, zwłaszcza od strony spadającej stromo ku morzu. Na wazgórzu odbywają się również publiczne imprezy kolekcjonerskie.